# Ülerahu
Ülerahu – estońska wysepka na Morzu Bałtyckim, w zatoce Lõpe, będącej częścią cieśniny Väinameri, u zachodnich wybrzeży kraju. Na wschód od wyspy położona jest Endurahu, na zachód Tauksi, Koharahu i Suurrahu, na północ Alarahu, a na południe półwysep Sassi.
Zajmuje powierzchnię ok. 0,48 ha. Obwód wyspy wynosi ok. 434 m. Administracyjnie znajduje się w prowincji Läänemaa, w gminie Ridala. W całości stanowi obszar chroniony. Ma wydłużony kształt, zorientowany północ-południe.